# Nati nel 1581
| Questa pagina contiene informazioni ricavate automaticamente dalle voci biografiche con l'ausilio del template Bio e di un bot. L'aggiornamento è periodico e automatico e ricostruisce completamente la pagina. Se manca una persona in questa lista, sei pregato di non aggiungerla, ma accertati piuttosto che la sua voce biografica contenga il template Bio e che i dati anagrafici siano correttamente compilati. Se il template Bio manca, inseriscilo tu stesso o, in alternativa, metti l'avviso {{tmp\|Bio}} che ne segnala la mancanza. Se i dati riportati sono sbagliati, correggi direttamente la voce biografica; le modifiche saranno visibili in questa lista entro pochi giorni. Per chiarimenti vedi il progetto biografie. La lista contiene solo le 72 persone che sono citate nell'enciclopedia e per le quali è stato implementato correttamente il template Bio. Pagina aggiornata al 27 gen 2025. |

## Gennaio(3)
- 4 gennaio - James Ussher, arcivescovo anglicano irlandese († 1656)
- 6 gennaio - Dorotea del Palatinato-Simmern, nobildonna e principessa tedesca († 1631)
- 30 gennaio - Cristiano di Brandeburgo-Bayreuth, nobile tedesco († 1655)

## Febbraio(3)
- 3 febbraio - Gil Carrillo de Albornoz, cardinale spagnolo († 1649)
- 6 febbraio - Clément Metézeau, ingegnere e architetto francese († 1652)
- 17 febbraio - Fausto Poli, cardinale e arcivescovo cattolico italiano († 1653)

## Marzo(3)
- 11 marzo - Charles Alexandre de Croÿ, militare belga († 1624)
- 16 marzo - Pieter Corneliszoon Hooft, storico, poeta e drammaturgo olandese († 1647)
- 22 marzo - Gregoria Massimiliana d'Asburgo, nobile austriaca († 1597)

## Aprile(2)
- 3 aprile - Johannes Rudbeckius, vescovo luterano svedese († 1646)
- 24 aprile - Vincenzo de' Paoli, presbitero francese († 1660)

## Maggio(3)
- 6 maggio - Frans Francken II, pittore e disegnatore fiammingo († 1642)
- 20 maggio - Federico I Gonzaga di Luzzara, nobile e militare italiano († 1630)
- 25 maggio - Camillo II Gonzaga, nobile italiano († 1650)

## Giugno(3)
- 5 giugno - Roberto Ubaldini, cardinale e vescovo cattolico italiano († 1635)
- 25 giugno - Pietro Claver, gesuita, missionario e santo spagnolo († 1654)
- 27 giugno - Luigi Günther di Schwarzburg-Rudolstadt, nobile tedesco († 1646)

## Luglio(3)
- 18 luglio - Pier Luigi Carafa, cardinale e vescovo cattolico italiano († 1655)
- 20 luglio - Isidoro Bianchi, pittore e ingegnere italiano († 1662)
- 26 luglio - Tiberio Cenci, cardinale e vescovo cattolico italiano († 1653)

## Agosto(4)
- 5 agosto - Edvige di Danimarca, principessa danese († 1641)
- 15 agosto - Geremia Dressellio, gesuita, predicatore e scrittore tedesco († 1638)
- 18 agosto - Jean des Porcelets de Maillane, vescovo cattolico francese († 1624)
- 30 agosto - Tobias Adami, filosofo tedesco († 1643)

## Settembre(1)
- 3 settembre - Luis Quiñones de Benavente, poeta, drammaturgo e presbitero spagnolo († 1651)

## Ottobre(3)
- 9 ottobre - Claude-Gaspard Bachet de Méziriac, matematico francese († 1638)
- 21 ottobre - Domenichino, pittore italiano († 1641)
- 24 ottobre - Gregorio Naro, cardinale e vescovo cattolico italiano († 1634)

## Novembre(4)
- 15 novembre - Giovanna di Cambry, religiosa francese († 1639)
- 16 novembre - Innocenzo Massimo, vescovo cattolico e diplomatico italiano († 1633)
- 18 novembre - Carlo I Cybo-Malaspina, sovrano italiano († 1662)
- 26 novembre - Federico di Schleswig-Holstein-Sonderburg-Norburg, nobile danese († 1658)

## Dicembre(4)
- 2 dicembre - Bernardino Radi, architetto, scultore e incisore italiano († 1643)
- 9 dicembre - Emilia Anversiana di Nassau, nobile († 1657)
- 11 dicembre - Pietro IV Celestri, nobile italiano († 1616)
- 26 dicembre - Filippo III d'Assia-Butzbach, nobile tedesco († 1643)

## Senza giorno specificato(36)
- Robert Angot, poeta e scrittore francese († 1646)
- Jacopo VII Appiano, nobile italiano († 1603)
- Gaspare Aselli, medico, chirurgo e anatomista italiano († 1625)
- Francisco de Borja y Aragón, scrittore spagnolo († 1658)
- Hendrik Brouwer, esploratore e ammiraglio olandese († 1643)
- Benedetto Buommattei, presbitero e grammatico italiano († 1647)
- Felice Casati, monaco cristiano italiano († 1656)
- Antoine Coiffier de Ruzé, militare francese († 1632)
- Jean Duvergier de Hauranne, teologo francese († 1643)
- Melchior Fischer, scultore e architetto svizzero († 1611)
- Hans Francken, pittore fiammingo († 1624)
- Ambrosius Francken II, pittore fiammingo († 1632)
- Hessel Gerritsz, cartografo, editore e incisore olandese († 1632)
- Philippe Emmanuel de Gondi, militare francese († 1662)
- Simon Guillain, scultore francese († 1658)
- Edmund Gunter, matematico e astronomo inglese († 1626)
- Charles Malapert, astronomo, scrittore e gesuita belga († 1630)
- Abraham Matthijs, pittore fiammingo († 1649)
- Fillide Melandroni, modella italiana († 1618)
- Miyabe Nagafusa, militare giapponese († 1635)
- Panfilo Nuvolone, pittore italiano († 1651)
- Giovanni Battista d'Ornano, generale francese († 1626)
- Thomas Overbury, poeta e saggista inglese († 1613)
- Francesco Paolucci, cardinale italiano († 1661)
- Bernardino Piccoli, arcivescovo cattolico italiano († 1636)
- Juan Ruiz de Alarcón, drammaturgo e scrittore messicano († 1639)
- Carlo Sellitto, pittore italiano († 1614)
- Robert Shirley, nobile, avventuriero e diplomatico inglese († 1628)
- Giovanni Battista Soria, architetto italiano († 1651)
- Johann Staden, organista e compositore tedesco († 1634)
- Bernardo Strozzi, pittore e religioso italiano († 1644)
- Choghtu Khong Tayiji, condottiero mongolo († 1637)
- Girolamo Vidoni, cardinale italiano († 1632)
- Johann Angelius von Werdenhagen, giurista e filosofo tedesco († 1652)
- Artus Wolffort, pittore fiammingo († 1641)
- Abraham Śladkowski, vescovo cattolico polacco († 1643)